# 曲自立
曲自立（1935年—2012年2月8日），人稱曲爺，河北省邢台縣人，台灣籃球運動的先驅，曾任臺灣銀行籃球隊的領隊跟總教練。他是最早將美國NBA資訊引進台灣的人。

## 生平
曲自立畢業於國立中興大學法商學院（今國立臺北大學），之後進入臺灣銀行工作。曾任臺灣銀行籃球隊的領隊跟總教練，帶領台銀籃球隊取得中正盃冠軍。
1980年，他奉派至美國出差，接觸到NBA，開始將NBA資訊引入台灣，在報上寫稿介紹NBA消息。1986年，創辦《NBA報導》雜誌，訓練出很多體育記者。
2000年自台銀退休，2001年創立《HOOP》籃球雜誌並擔任總編輯。
2012年，因感冒，併發肺積水，病逝台北。

## 腳注
1. ↑  台灣NBA大師曲自立逝世 （页面存档备份，存于） 中央社新聞網 2012年2月9日
2. ↑  台灣NBA大師 曲自立病逝 聯合報 2012年2月10日